# Голофеевка (Старооскольский городской округ)
Голофеевка — село в Старооскольском районе Белгородской области. Входит в состав Казачанского сельсовета. Расстояние до Старого Оскола по железной дороге составляет 25 километров.

## История
Первоначально возникла как слобода Голофеевка. Это была бывшая вотчина курских дворян Голофеевых, подаренная им Василием Шуйским после 1609 года. Позднее вошла в состав Казачанской волости Старооскольского уезда. По переписи 1885 г. в Голофеевке — 47 дворов, 314 жителей (238 мужск. и 76 женск. пола). К 1890 года слобода Голофеевка насчитывала 413 жителей.
В конце XIX века неподалеку от слободы прошла линия железной дороги и в двух верстах от Голофеевки возник одноимённый полустанок, который действует и в настоящее время.
С июля 1928 года Голофеевка входит в Казачанский сельсовет Старооскольского района.
С 3 июля 1942 года Голофеевка находилась в зоне оккупации немецких войск. Было освобождено советскими войсками 5 февраля 1943 года.
После войны началось восстановление народного хозяйства. Были восстановлены железнодорожные пути. В 1946 году открылся Голофеевский свеклоприемный пункт от Чернянского сахарного завода.
Сейчас Голофеевка — пересадочный пункт районного значения на железной дороге, проходящей по маршруту Старый Оскол — Валуйки.

## Население
| 2002 | 2010 |
| ---- | ---- |
| 175  | ↘147 |